# ムースー・パランガ
ムースー・パランガ（リトアニア語: Mūsų Palanga）は、リトアニアのパランガで1994年4月から1995年3月まで発行されていた新聞。

## 概要
株式会社「ムースー・パランガ」（UAB „Mūsų Palanga“）が週に1度発行していた。印刷所は「リータス」印刷所（„Ryto“ spaustuvė）。発行部数は1000部。第47号まで発行された。
編集長はイロナ・ラウディーテとZ・セムチェンコヴィエネ。